# Kanton Pissos
Kanton Pissos (francouzsky Canton de Pissos) je francouzský kanton v departementu Landes v regionu Akvitánie. Tvoří ho šest obcí.

## Obce kantonu
- Belhade
- Liposthey
- Mano
- Moustey
- Pissos
- Saugnacq-et-Muret